# Klasika Primavera 2010
La Klasika Primavera 2010, cinquantaseiesima edizione della corsa e valido come evento del circuito UCI Europe Tour 2010 categoria 1.1, si svolse l'11 aprile 2010 su un percorso di 171,6 km. Fu vinta dallo spagnolo Samuel Sánchez, al traguardo con il tempo di 4h04'19" alla media di 42,142 km/h.
Furono 103 i ciclisti che portarono a termine la gara.

## Ordine d'arrivo (Top 10)
| Pos. | Corridore        | Squadra        | Tempo    |
| ---- | ---------------- | -------------- | -------- |
| 1    | Samuel Sánchez   | Euskaltel      | 4h04'19" |
| 2    | Igor Antón       | Euskaltel      | a 5"     |
| 3    | Fränk Schleck    | Saxo Bank      | s.t.     |
| 4    | David Bernabéu   | Barbot-Siper   | s.t.     |
| 5    | Javier Moreno    | Andalucía      | s.t.     |
| 6    | Mauro Finetto    | Liquigas-Doimo | s.t.     |
| 7    | Rigoberto Urán   | C. d'Epargne   | s.t.     |
| 8    | Sergej Černeckij | Russia         | s.t.     |
| 9    | Egoi Martínez    | Euskaltel      | s.t.     |
| 10   | José Herrada     | Caja Rural     | s.t.     |